# Diplomazia nella guerra di secessione americana
La diplomazia nella guerra di secessione americana coinvolse le relazioni tra Stati Uniti al nord e gli stati Confederati al sud con le maggiori potenze del mondo dell'epoca, nell'ambito della guerra di secessione americana. Gli Stati Uniti volevano impedire ad altre potenze il riconoscimento internazionale alla Confederazione, la quale continuava a sperare nell'entrata in guerra di Gran Bretagna e Francia al proprio fianco, ricattandole con i rifornimenti di cotone per il mercato europeo. Ogni nazione rimase ufficialmente neutrale in tutta la guerra e nessuno riconobbe mai formalmente la Confederazione come stato.

## Sinossi generale
I principali Stati del mondo dell'epoca riconobbero comunque alla Confederazione lo status di ente belligerante organizzato. Alcune nazioni trassero vantaggi dalla guerra. La Spagna riprese la perduta colonia della Repubblica Dominicana. La riperse nuovamente nel 1865. Più seria fu la guerra della Francia, sotto l'imperatore Napoleone III, per installare Massimiliano I del Messico come governante fantoccio, sperando così di negare l'influenza degli Stati Uniti sul Messico. La Francia, dal canto suo, incoraggiò la Gran Bretagna ad aderire ad una politica di mediazione, suggerendo per entrambe il riconoscimento della Confederazione. Lincoln avvisò più volte che ogni riconoscimento della Confederazione sarebbe stato inteso come una dichiarazione di guerra agli Stati Uniti del nord. L'industria tessile inglese dipendeva dal cotone proveniente dagli stati confederati del sud, ma disponeva anche di vasti depositi e rifornimenti da altre parti del mondo e pertanto questo "ricatto" ebbe un impatto secondario sull'economia inglese rispetto a quanto auspicato. Consci del fatto che una guerra avrebbe potuto privare l'Inghilterra di molti rifornimenti di cibo provenienti dall'America, oltre ad una possibile invasione del Canada da parte delle truppe statunitensi, la Gran Bretagna con la potente Royal Navy si rifiutò di aderire all'idea della Francia.
Gli storici enfatizzano il fatto che la diplomazia dell'Unione avesse infine dato prova di essere capace, grazie ad esperti diplomatici che seppero far fronte alle numerose crisi scoppiate. I leader inglesi avevano più di una simpatia per la Confederazione, ma non presero mai alcuna azione a favore di essa temendo la reazione dell'Unione. La Francia era più apertamente favorevole alla Confederazione, ma a sua volta era minacciata dalla Prussia e non voleva fare alcuna mossa senza la certezza della cooperazione inglese. I diplomatici confederati, dal canto loro, dimostrarono le loro incapacità sul piano internazionale. Tra gli altri paesi del mondo che ebbero un ruolo comunque marginale nel conflitto, la Russia diede il proprio supporto all'Unione per quanto non avesse interessi diretti nella guerra se non meramente economici.

## Gli Stati coinvolti
Nel corso della guerra, tutte le potenze europee adottarono una politica di neutralità, incontrandosi informalmente con i diplomatici confederati ma senza riconoscimento ufficiale. Nessuno stato chiese mai del resto di inviare un ambasciatore o una delegazione ufficiale a Richmond. Ad ogni modo tutti riconobbero ai Confederati lo status di ente belligerante. Il Canada permise ad agenti unionisti e confederati di operare liberamente nei propri confini interni.

### Canada
L'Unione reclutò soldati anche in Canada dal momento che gli ufficiali locali tolleravano la presenza sia di confederati che di unionisti. Questi agenti pianificarono di attaccare le città statunitensi e incoraggiare così sentimenti contrari alla guerra. Vennero compiuti dei raid come l'incursione di St. Albans sul finire del 1864 presso la città di Vermont, dove questi uccisero un cittadino dell'Unione e rubarono la somma di 208.000 dollari. I ladri riuscirono a tornare in Canada dove le autorità canadesi li arrestarono e poi li rilasciarono.

### Francia

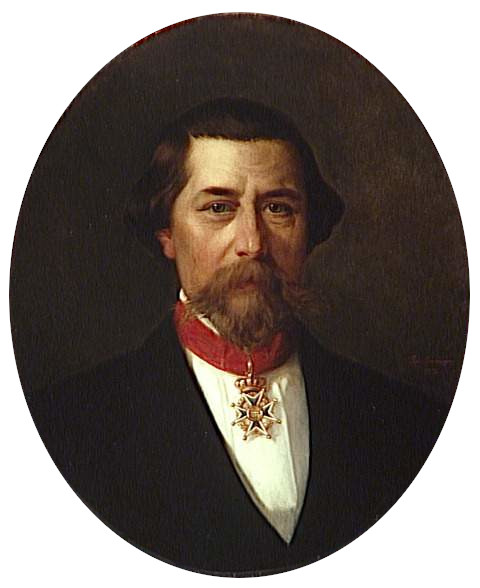
Pierre-Paul Pecquet du Bellet, agente diplomatico ufficioso della Confederazione in Francia

Il Secondo impero francese sotto Napoleone III rimase ufficialmente neutrale lungo tutta la guerra e non riconobbe mai la legittimità degli stati confederati del sud, ma concesse a loro lo status di forza belligerante nel conflitto con l'Unione. Anche in Francia l'industria tessile necessitava di cotone e Napoleone III aveva ambizioni imperialiste in Messico nelle quali l'aiuto della Confederazione sarebbe risultato fondamentale. Gli Stati Uniti ad ogni modo estesero il discorso già proposto alla Gran Bretagna anche alla Francia relativamente al fatto che qualsiasi riconoscimento fatto alla Confederazione sarebbe stato visto come un atto bellico nei confronti degli Stati Uniti. La Francia, del resto, era riluttante ad agire da sola, senza la collaborazione dell'Inghilterra, e gli inglesi avevano dato ad intendere di non essere intenzionati a guerreggiare. L'imperatore Napoleone III realizzò che la guerra con gli Stati Uniti senza alleati sarebbe stata un disastro per la Francia. Napoleone III ed il suo ministro degli esteri, Edouard Thouvenel, adottarono un comportamento cauto e mantennero regolari e corrette relazioni con Washington. Metà della stampa francese dell'epoca era del resto favorevole alla causa dell'Unione, mentre quella "imperiale" era più simpatizzante per la Confederazione. L'opinione pubblica generalmente ignorava la guerra, mostrando più interessi nella questione del Messico.

### Impero russo
Le relazioni tra la Russia e l'Unione furono generalmente cooperative. Tra le potenze europee, la Russia fu l'unica a offrire un supporto chiaro ma meramente retorico all'Unione, in gran parte perché essa riteneva che gli Stati Uniti fossero un valido controbilanciamento all'Impero britannico.
Durante l'inverno del 1861–1862, la marina imperiale russa inviò due flotte nelle acque americane per evitare di rimanere intrappolata e coinvolta suo malgrado nella guerra che si profilava potesse scoppiare tra Gran Bretagna e Francia. Molti americani del tempo videro questo schieramento come un intervento a favore dell'Unione, anche se gli storici sono soliti negare questo fatto. La fregata russa Alexander Nevsky e altri vascelli dello squadrone atlantico rimasero nelle acque americane per sette mesi (dal settembre del 1863 al giugno del 1864).
Il 1865 vide un progetto importante in atto, la costruzione di una linea telegrafica russo-statunitense passando per Seattle, Washington, Columbia britannica, America russa (Alaska) e Siberia. Il progetto fallì e non venne mai messo in opera.
Nel 1863, la Russia brutalmente soppresse un'insurrezione su vasta scala in Polonia durante l'insurrezione di gennaio. Molti polacchi lasciarono il paese e gli agenti confederati tentarono di incoraggiarli a portarsi in America ed aderire all'esercito della Confederazione, ma anche questo tentativo fallì.

### Messico
Nel 1861, i conservatori messicani iniziarono a guardare con fiducia a Napoleone III di Francia per abolire la repubblica guidata dal presidente liberale Benito Juárez. La Francia dal canto suo attendeva che una vittoria della Confederazione potesse facilitare la Francia nella dominazione economica del vicino Messico. Napoleone aiutò quindi i confederati fornendo loro viveri e munizioni dai porti di Matamoros, in Messico, e Brownsville (Texas). I confederati stessi erano alla ricerca di relazioni sempre più strette col Messico, relazioni che Juarez aveva compromesso fortemente, ma che i confederati avevano ricercato nei vari signori della guerra della parte settentrionale del Messico, sempre sperando nell'appoggio dei francesi.
Realizzando che Washington non sarebbe potuta intervenire in Messico dal momento che i confederati controllavano il Texas, la Francia invase il Messico nel 1861 e vi installò il principe austriaco Massimiliano I del Messico come sovrano fantoccio nel 1864. Condividendo le medesime considerazioni sui governi democraticamente eletti di Juárez e Lincoln, Matías Romero, ambasciatore del Messico a Washington, mobilitò il supporto del congresso statunitense e raccolse denaro, soldati e munizioni dagli Stati Uniti per combattere contro l'armata di Massimiliano. Washington protestò ripetutamente contro la violazione della dottrina Monroe da parte della Francia.
Quando l'Unione vinse infine la guerra nella primavera del 1865, gli Stati Uniti concessero ai sostenitori di Juárez di comprare apertamente armi e munizioni dagli statunitensi e fecero precise minacce a Parigi. Washington inviò il generale William Tecumseh Sherman con 50.000 veterani al confine messicano per far comprendere ai francesi che il loro tempo era scaduto in Messico. Napoleone III non ebbe altra scelta che ritirare i suoi uomini. L'imperatore Massimiliano rifiutò l'esilio e venne giustiziato dal governo messicano nel 1867.

### Paesi Bassi
L'amministrazione Lincoln cercò all'estero un luogo per ricollocare l'enorme quantitativo di schiavi liberati durante la guerra che non erano più intenzionati a vivere negli Stati Uniti. Gli Stati Uniti aprirono dei negoziati col governo olandese per promuovere la migrazione e la colonizzazione della colonia olandese del Suriname, in America meridionale. L'idea rimase ad ogni modo solo sulla carta e dopo il 1864 venne definitivamente abbandonata.

### Regno Unito

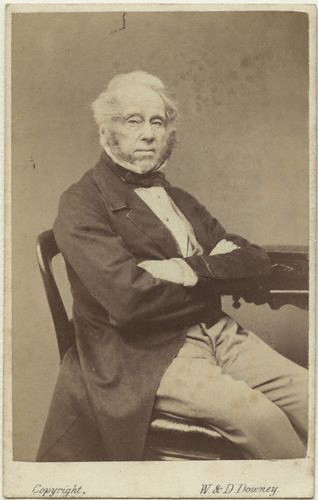
Lord Palmerston, in un ritratto del 1863, fu il primo ministro inglese durante gli anni della guerra civile americana.

Il gabinetto di governo inglese di quell'epoca valutò ogni aspetto di una decisione che prima o poi sarebbe stato costretto a prendere, in un senso o nell'altro. 
L'opinione dell'élite protendeva in favore della Confederazione, mentre l'opinione pubblica era favorevole all'Unione. Durante la guerra, il commercio su larga scala con gli Stati Uniti proseguì in entrambe le direzioni. Gli americani portavano grano in Inghilterra e gli inglesi commerciavano lavorati e munizioni. L'immigrazione pure continuò verso gli Stati Uniti. Il commercio inglese con i territori della Confederazione precipitò del 90%, affidandosi quasi esclusivamente ad iniziative private ed al mercato nero.
Il primo ministro lord Palmerston era favorevole alla Confederazione. Pur professandosi uno strenuo oppositore dello schiavismo e del commercio degli schiavi, da tempo aveva un'ostilità particolare nei confronti degli Stati Uniti e credeva fermamente che la frammentazione degli Stati Uniti ed il loro indebolimento avrebbe potuto giovare alla Gran Bretagna, oltre al fatto che gli stati del sud in caso di vittoria avrebbero certamente favorito l'Inghilterra.
La Gran Bretagna, ad ogni modo, il 13 maggio 1861, proclamò la propria neutralità nel conflitto. La Confederazione venne riconosciuta come elemento belligerante, ma agli occhi degli inglesi appariva troppo prematuro riconoscere il sud come uno stato sovrano stanti le minacce del governo di Washington al commercio inglese. La Gran Bretagna dipendeva ancora troppo dal cibo fornito dal nord America più che dal cotone dei confederati, e una guerra con gli Stati Uniti non avrebbe perseguito gli interessi economici dell'Inghilterra. Palmerston ordinò l'invio di rinforzi nella Provincia del Canada dal momento che era convinto che prima o poi l'Unione si sarebbe riappacificata col sud ed avrebbe invaso il Canada. Si compiacque notevolmente della vittoria dei confederati nella prima battaglia di Bull Run nel luglio del 1861, ma 15 mesi dopo scrisse:

### Stati Confederati d'America
L'opinione dei Confederati, guidati dal presidente Jefferson Davis, era dominata dal "King Cotton", l'idea che la dipendenza degli inglesi dal cotone per la loro industria tessile avrebbe portato a una sorta di ricatto che avrebbe potuto obbligare gli inglesi a riconoscere la nazione del sud e a impegnarsi in un'opera di mediazione o di intervento militare. I Confederati, infatti, di fronte al mancato intervento inglese, bloccarono le spedizioni di cotone in Europa dalla fine della primavera del 1861. Quando i diplomatici Confederati giunsero in Inghilterra, tentarono di convincere i capi del governo britannico a intraprendere un blocco commerciale nei confronti degli Stati Uniti, ma tutto fu vano. Lo storico Charles Hubbard scrisse a tal proposito:
Davis lasciò agli altri del suo governo la politica estera e, piuttosto che impegnarsi in una diplomazia aggressiva, tese ad attendere che gli eventi facessero il loro corso naturale. Il nuovo presidente sapeva che il cotone avrebbe assicurato il riconoscimento e la legittimazione del suo stato presso le potenze dell'Europa. Gli uomini che Davis scelse per i ruoli di segretario di stato e di emissari in Europa erano uomini scelti per questioni politiche e personali, non per il loro potenziale diplomatico. Anche questo era dovuto al fatto che si credeva che la carenza del cotone avrebbe deciso tutto.
Ad ogni modo gli europei resistettero alla diplomazia del cotone. Il segretario della guerra Judah Benjamin e il segretario del tesoro Christopher Memminger invocarono tra l'altro l'immediata ripresa dell'esportazione del cotone per esigere crediti dall'estero.
Anche i principali promotori della secessione dovettero rivolgere attenzione agli affari europei prima del 1860. Per anni i Confederati avevano perseguito la politica del "King Cotton", ovvero il ricattare la Gran Bretagna per ottenere dagli stati sudisti il cotone, fondamentale per l'industria di tessitura inglese. Nessuno del governo confederato ad ogni modo si preoccupò mai di inviare degli agenti sul posto per verificare l'esattezza di questa teoria, e col corso della guerra si resero conto dell'errore commesso. Lo storico Peter Parish ha a tal proposito notato: 
Una volta iniziata la guerra, la Confederazione appuntò le proprie speranze all'intervento della Gran Bretagna e della Francia nel conflitto, dalla sua parte. Imbevuti della teoria del King Cotton, i capi dei confederati non si resero conto che la Gran Bretagna non era più dipendente dal sud degli Stati Uniti per il cotone e che aveva provviste per più di un anno per la propria industria, avendo sviluppato fonti alternative di cotone, in gran parte in India ed in Egitto. La Gran Bretagna non era intenzionata ad arrischiarsi in una guerra con gli Stati Uniti dell'Unione per paura di perdere i grandi quantitativi di grano importato regolarmente dal nord America. Nel frattempo, il governo nazionale confederato aveva perso il controllo della propria politica estera quando proprietari di piantagioni, fattori e finanzieri decisero spontaneamente l'embargo dell'esportazione di cotone verso l'Europa all'inizio del 1861. Fu un errore grave e costoso che privò la Confederazione di milioni di dollari di cui le casse dello stato avevano disperatamente bisogno.
Il governo confederato a questo punto inviò delle delegazioni in Europa, ma gli storici sono soliti denotare la poca preparazione dei diplomatici sudisti. James Murray Mason si portò a Londra e John Slidell a Parigi. Vennero ufficiosamente ricevuti dai rispettivi governi, ma nessuno dei due riuscì ad ottenere un riconoscimento ufficiale per la Confederazione. Ad ogni modo, essi ebbero il modo di riuscire a contattare privati inglesi per ottenere preziosi rifornimenti sottobanco in cambio di forniture di cotone. James Bulloch, ad esempio, riuscì a procurare delle navi da guerra per la marina confederata. I propagandisti confederati, in particolare Henry Hotze e James Williams, ebbero una notevole parte nel mobilitare l'opinione pubblica europea, Hotze in particolare in Gran Bretagna. Il suo successo si basò sulla questione dell'autodeterminazione di una nazione in un'Europa che ancora sentiva vivo il peso del fallimento delle rivoluzioni del 1848. Egli promise inoltre che la Confederazione avrebbe avuto tariffe economiche agevolate per gli stati che l'avessero appoggiata. Egli enfatizzò costantemente il fatto delle tragiche conseguenze della mancanza di cotone per i lavori dell'industria della tessitura inglese e il fatto che tale responsabilità era da addossarsi agli unionisti che avevano voluto a tutti i costi i blocchi dei porti del sud.
Nel marzo del 1862 James Murray Mason in Inghilterra fece di tutto per far propendere quanti più politici inglesi a spingere il governo ad ignorare il blocco voluto dagli unionisti. Mason disse che quello era solo un "accordo sulla carta" e che non poteva essere legale sulla base delle leggi internazionali. Ad ogni modo gran parte dei politici inglesi si oppose a questa interpretazione del blocco perché essa era in contrasto con la visione tradizionale inglese di un blocco commerciale, una delle armi più potenti nelle mani di una potenza navale come la Gran Bretagna.
L'agente confederato padre John B. Bannon era un prete cattolico che si portò a Roma nel 1863 in un fallito tentativo di convincere papa Pio IX a garantire il riconoscimento diplomatico della Confederazione sudista. Bannon si spostò dunque in Irlanda, dove tentò di mobilitare un certo supporto per i confederati e neutralizzare quanti stavano reclutando soldati per l'Unione in quello stesso paese. Ad ogni modo, migliaia di irlandesi erano già partiti alla volta del nord America.
Una volta iniziata la guerra con gli Stati Uniti, la miglior speranza per i confederati di sopravvivere era l'intervento militare di Gran Bretagna e Francia in loro sostegno. Gli Stati Uniti realizzarono e resero subito chiaro agli inglesi che ogni azioni intrapresa anche sul piano diplomatico a favore della Confederazione avrebbe portato alla fine dei rifornimenti di cibo verso la Gran Bretagna. I Confederati che credevano nella diplomazia del "King Cotton" (cioè che la Gran Bretagna avrebbe oltremodo sostenuto la Confederazione per ottenere del cotone, vitale per la propria industria di tessitura), ma questa opinione si rivelò errata. La Gran Bretagna, infatti, aveva ampi rifornimenti di cotone anche da altre parti del mondo, mentre per quanto riguarda il grano dipendeva molto dagli Stati Uniti.
Nel corso della sua esistenza, il governo confederato inviò diverse delegazioni in Europa; gli storici ad ogni modo li giudicano ancora oggi poco dotati di abilità diplomatiche. James M. Mason venne inviato a Londra come ambasciatore confederato presso la regina Vittoria, e John Slidell venne inviato a Parigi come ambasciatore presso Napoleone III. Entrambi furono in grado di ottenere dei colloqui privati con alti ufficiali di governo, ma non riuscirono ad ottenere un riconoscimento della Confederazione.
Nei primi anni della guerra, il segretario per gli esteri inglese lord Russell, Napoleone III e il primo ministro inglese lord Palmerston, esplorarono i rischi e i vantaggi del riconoscere la Confederazione o perlomeno offrire una mediazione, considerando vantaggi e svantaggi di ambo le parti. Dopo la sconfitta subita nel 1863, gli stati Confederati espulsero tutti i consoli stranieri (anche i diplomatici inglesi e francesi) per aver chiesto ai loro connazionali di rifiutarsi di combattere contro l'esercito nordista.

### Stati Uniti d'America
La politica estera di Lincoln nel 1861 era in una fase di stallo ed egli stesso non era riuscito ad ottenere supporto per la sua causa in Europa. Emerse dunque che il malcontento generale era dato dall'incoerenza tra la costituzione degli Stati Uniti che propugnava la libertà individuale per ogni uomo ed il sostegno che ancora formalmente lo stato dava alla schiavitù, mai abolita, mentre altre potenze nel mondo già l'avevano fatto come conquista di civiltà e libertà. I confederati, sul fronte opposto, avevano invece già intessuto interessanti reti diplomatiche: ignorando il tema della schiavitù e focalizzandosi invece sulla battaglia per l'indipendenza, sul libero commercio e sul ruolo del cotone nell'economia europea. Gran parte dei leader europei si erano detti scarsamente colpiti dalle questioni legali e costituzionali dell'Unione che giudicavano una potenza ipocrita, frutto della ancora non completa emancipazione dalla Gran Bretagna ottenuta da nemmeno un secolo. Inoltre, molti tendevano a vedere come equiparabili la rivoluzione americana del 1776 col desiderio d'indipendenza degli stati confederati nel 1861, entrambe viste come guerre legittime per la libertà di un popolo. L'aristocrazia europea, inoltre, si diceva favorevole al sostegno alla Confederazione, la quale non solo supportava gli ideali conservatori dell'aristocrazia, ma era l'occasione per frammentare l'ascendente che la repubblica americana stava conquistando su altre potenze col suo desiderio di democrazia.

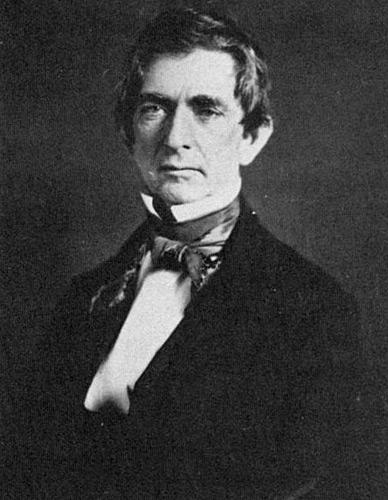
Il segretario di stato statunitense William H. Seward (c. 1850)

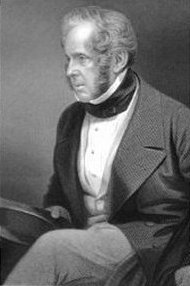
Il primo ministro inglese Lord Palmerston

Il principale obiettivo dell'Unione era di mantenere relazioni amichevoli e il commercio su larga scala per evitare che una qualsiasi nazione esterna potesse dare riconoscimento alla Confederazione, con particolare attenzione alla Gran Bretagna. L'altro obbiettivo era quello di impedire che la Confederazione potesse acquistare delle navi da guerra di fabbricazione estera e per fare ciò gli Stati Uniti seppero conquistarsi l'opinione europea contro lo schiavismo sudista, dando ampio spazio agli immigrati ed ai soldati volontari provenienti dall'estero. In tutti gli anni '50 dell'Ottocento, le relazioni anglo-americane erano fortemente migliorate. La questione dei confini di Oregon e Texas al confine con le altre colonie britanniche erano state risolte ed il commercio era ripreso a pieno ritmo. Il segretario di stato William H. Seward, principale architetto della politica estera americana nel corso della guerra, era intenzionato a mantenere dei principi saldi che erano stati gli stessi della Rivoluzione Americana: "gli Stati Uniti non dovranno intervenire in nessun conflitto esterno."
Per decenni gli storici hanno dibattuto su chi abbia avuto un ruolo di maggior peso nella diplomazia dell'Unione. All'inizio del XX secolo, il segretario di stato William Seward era visto come un anglofobo che dominò completamente un presidente debole come Lincoln era visto all'epoca. Dopo la seconda guerra mondiale, la reputazione di Lincoln venne recuperata e anzi venne enfatizzato il suo ruolo "dietro le scene". Uno studio di Norman Ferris del 1976 presentò un'analisi completa del programma attuativo di Seward, enfatizzando ad esempio il suo ruolo nella leadership dello stato. Lincoln continua ancora oggi ad essere visto a livello internazionale come un punto di svolta nella democrazia e nella conquista delle libertà. Numerose monografie hanno sottolineato il ruolo di governo di Charles Sumner come capo della commissione delle relazioni estere del senato americano, e quello di Charles Francis Adams come ambasciatore a Londra. Gli storici si sono concentrati anche nell'analisi della squadra diplomatica di Washington, finanzieri e spie disseminate in Europa.

## Temi correlati

### Il commercio degli schiavi
Gli inglesi avevano da tempo fatto pressione affinché gli Stati Uniti combattessero il commercio degli schiavi nell'Atlantico. Gli stati sudisti, la cui economia era basata sulla presenza degli schiavi nelle piantagioni, aveva sempre compromesso questo progetto, ma l'amministrazione di Lincoln era pronta ora a soddisfare questa richiesta. Nel Trattato Lyons–Seward del 1862, gli Stati Uniti concessero alla Gran Bretagna la piena autorità a reprimere la tratta schiavista atlantica anche con navi americane.

### La posizione di Giuseppe Garibaldi
L'eroe italiano Giuseppe Garibaldi era una delle persone più popolari della sua epoca in Europa ed era visto come un pilastro vivente della libertà; Washington inviò un invito diplomatico per lui a portarsi negli Stati Uniti dove gli sarebbe stato riconosciuto il rango di generale dell'armata dell'Unione. Garibaldi declinò l'offerta perché non voleva il comando supremo dell'intero esercito unionista e perché gli Stati Uniti ancora non avevano formalmente abolito la schiavitù. Gli storici sono concordi nel ritenere che Garibaldi volesse semplicemente essere più indipendente dal governo statunitense.

## Analisi storica
Lo storico Don H. Doyle ha notato come la vittoria dell'Unione ebbe un impatto notevole sul corso degli eventi della storia mondiale. La vittoria dell'Unione diede nuova energia alle forze democratico-popolari. Una vittoria della Confederazione, per contro, avrebbe portato ad una rinascita della schiavitù. Lo storico Fergus Bordewich, seguendo Doyle, disse a tal proposto: 

## I rapporti diplomatici dopo la guerra
Le relazioni tra Gran Bretagna (e Canada) e Stati Uniti rimasero comunque tese anche dopo la guerra. Il governo canadese aveva imprigionato i confederati che si erano resi colpevoli del Raid di St. Albans nel Vermont nel 1864 e poi li avevano rilasciati, scatenando l'opposizione dell'opinione pubblica americana. Londra costituì la Confederazione canadese nel 1867 per cercare di appianare i contrasti esistenti senza mettere a rischio ulteriori forze.
Gli Stati Uniti si schierarono però contro il tentativo di un gruppo di irlandesi, noti come Feniani, che tentarono e fallirono in un'invasione del Canada nel 1871. L'arbitrato delle pretese della CSS Alabama nel 1872 fu una riconciliazione soddisfacente; gli inglesi vennero costretti a pagare agli Stati Uniti la somma di 15.500.000 dollari per i danni economici e fisici causati dalle due navi da guerra che i Confederati avevano comprato da loro. Il Congresso pagò la Russia per l'acquisto dell'Alaska nel 1867, ma rifiutò la proposta di ulteriori espansioni, come quella fatta dal presidente Ulysses Grant, per acquisire anche Santo Domingo.